# Akçaabat
Akçaabat – miasto znajdujące się w prowincji Trabzon w Turcji. Zajmuje powierzchnię 385 km² na wysokości 10 m n.p.m. W 2007 roku miasto liczyło 48 315 mieszkańców. Akçaabat to nadmorskie miasteczko, które słynie z miejskiej drużyny piłkarskiej Akcaabat Sebatspor.